# استان کلیمانجارو
کلیمانجارو یکی از استان‌های کشور تانزانیا می‌باشد و مرکز این استان شهر موشی می‌باشد و کوه کلیمانجارو در این استان قرار دارد.
این استان از سمت شمال و از سمت شرق با کشور کنیا هم مرز می‌باشد، همچنین از جنوب با استان تانگا و از جنوب غربی با استان مانیارا و از غرب با استان آروشا هم مرز می‌باشد.
بر طبق نتایج سرشماری عمومی نفوس و مسکن که در سال ۲۰۰۲ توسط دولت تانزانیا انجام شد جمعیت این استان بالغ بر ۱٬۳۸۱٬۱۴۹ نفر اعلام شده‌است.
کمسیونر منطقه‌ای استان کلیمانجارو ام. او بائو می‌باشد.

## تاریخچه
این استان امروزه کلیمانجارو نامیده می‌شود که نام این کوه از برگرفته شده از بلندترین کوه قاره آفریقا یعنی کلیمانجارو گرفته شده‌است.
از شش شهرستان نام برده شده این استان چهار شهرستان به صورت سنتی محل اقامت قبیله چاگا می‌باشد و دو شهرستان دیگر نیز به صورت عمده محل اقامت افراد قبیله پیر (pare) می‌باشد.
در دوران حکومت استعماری یعنی از اواخر قرن نوزدهم تا اواسط قرن بیستم این استان به دو شهرستان اصلی بنام‌های شهر موشی و شهر پیر تقسیم شده بود که در شهر موشی اقوام چاگا در دامنه کوه کلیمانجارو اقامت داشتند و در شهر پیر (pare) که اقامتگاه قبیله پیر بود.

## شهرستانها
استان کلیمانجارو به لحاظ اداری و مدیریتی به شش شهرستان تقسیم شده‌است بنامهای:

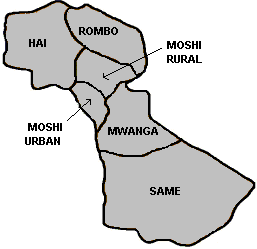
شهرستان‌های تابعه استان کلیمانجارو

- شهرستان‌هایی
- شهرستان موشی روستایی
- شهرستان موشی شهری
- شهرستان اموانگا
- شهرستان رومبو
- شهرستان سیم
- شهرستان شیها